# Сојоти
Сојоти (рус. Сойо́ты) су малобројни народ који највише најстањује Бурјатију, конститутивни субјект Руске Федерације са статусом аутономне републике на простору југоисточног Сибира.
Реч „сојот" потиче од назива рода - „сојан" („сојот", „сојонг"). С њим је повезан назив планинског ланца - Сајани, оних крајева у којима су живели људи, који припадају роду Сајана, тачније Источних Сајана.

## Распрострањеност и број становника
Према попису становништва у Русији 2010. години, број Сојота у Русији износио је 3.608, од којих њих 3.579 живи у Бурјатији.
Број Сојота у насељеним подручјима (2002):
- Сорок — 614
- Орлик — 569
- Хужир — 314
- Улан Уде — 191
- Хурга — 159
- Боксон — 139
- Алаг-Шулун — 134

## Историја
Сојоти су потомци Сајанских Самоједа, староседелаца планине Источни Сајан, који су остали на својој територији и касније подвргнути туркификацији, која је првенствено утицала на језик и само делимично утицала на економију, материјалну културу и систем гледања на свет. Први писани извори о племенима Сојота су из 17. века. Након насељавања бурјатског племена Хонгодори на Источни Сајан Сојоти су се женили Бурјаткињама. Мешањем становништва, почела је секундарна промена језика, али Сојоти су сачували своје традиционалне вредности, остали су одгајивачи ирваса и ловци. До тада су у време пописа становништва већ били забележени као Бурјати, иако су задржали своју културу и етничку самосвесност. Само попис становништва у Русији из 2002. године узео је у обзир Сојоте као посебну националност.

## Језик
У почетку, Сојоти су говорили језик који припада самоједској групи уралске породице језика. Након тога, Сојоти су били подвргнути туркизацији и прешли на сојотски језик или сојотско-цатански језик, који је и даље у употреби међу њима, мада је сојотски дијалекат скоро изумро. Сојотско-цатански језик је широко распрострањен у Монголији међу народом Цатанима који говоре цатанским дијалектом. Касније су Сојоти асимиловани са Бурјатима, пребацивши се на бурјатски језик. Према попису становништва 2002. године од 2.739 Сојота, 2.623 особе су користиле бурјатски језик (96%), а 2.429 лица причало је и руским језиком (89%).
Да би оживели туркијски сојотски језик 2001. године, по први пут за њега, створено је писмо на основу ћирилице, а започела је и публикација књига и наставних средстава. Године 2003. објављен је „Сојотско-буртјатско-руски речник”. Од 2005. године почело је постепено увођење сојотског језика у основним школама у Окинском округу у Бурјатији.

## Традиција
Главна окупација Сојота вековима, као и сада је гајење ирваса и крупног говеда јака, као и лов дивљачи.
Оживљен је национални Сојотски фестивал Јогтаара ("Састанак"), који је 2004. године преименован у Улуг-Даг ("Велика планина" - у част планинског покровитеља Бурин-хана). Од 2008. године, у данима празника одржавају се и читања Самаевског - низ догађаја посвећених заштити културног наслеђа малих народа.

## Чиме су се бавили
Сматра се да је основа привредних делатности Сојота била узгајање ирваса. Сојоти су се од давнина бавили узгајањем ирваса и ловом. Ирваси су их снабдевали храном, одећом, превозили су на велика растојања људе и намирнице. Богати одгајивачи држали су до 30 ирваса. Гајење ирваса је захтевало номадски живот. Зато су се Сојоти селили од 4 до 10 пута годишње у зависности од стања паше. Ирваси су се музли 1 до 2 пута дневно, при чему су давали од 150 до 400 грама врло масног и хранљивог млека. Посебно вредни били су делови рогова ирваса који су одсецани средином августа, прво код старијих, а затим уочи септембра код младих ирваса при чему се остављао израстак од 15 до 20 центиметара.

## Лов
Веома старо занимање у Окинском крају био је лов, захваљујући изобиљу дивљих животиња. Обично би у лов одлазило око 5 људи углавном по један из породице. Крупнију дувљач ловили су због меса и коже за своје домаћинство, а крзно је представљало предмет трговине. Као оруђе за лов Сојоти су најчешће користили кремењачу „буу". У ловачки комплет улазили су: барутница, мера за барут, врећица за метке, велики нож за обраду черека и мали за скидање коже. Старци су говорили да су раније користили лук од три траке „манзу". На стреле били су натакнути гвоздени шиљци.

## Живот Сојота[9]
Сојоти су живели у густој јеловој или кедровој шуми, јер је тамо било топлије и било је мање снега. Живели су у дрвеним колибама - урсама. Висина колибе износила је од 2,5 до 3 метра. Унутрашњост станишта састојала се од 3 масивна штапа с рачвом на крају, која су се на крају повезивала конопцем од власи. Њихови заоштрени доњи крајеви набадали су се у земљу. Између штапова скелета постављано је по 35 до 41 танка прута у зависности од димензија колибе, обавезно у непарном броју. Зими су штапови покривани продимљеним кожама, које су штитиле од влаге. Изнутра се колиба такође покривала кожама. Испод његовог врха прављено је огњиште, постављана је направа за качење котлова и чајника. Излаз из колибе био је окренут ка истоку како би се раније дочекивало свитање и излазак сунца. У колиби је постојала подела - на леву, мушку и женску - десну половину. Места преко пута улаза су се сматрала почаснима и овде су се обично смештали домаћин и гости. Посуђе, намирнице и низак сточић за узимање хране налазили су се у женској половини. Јеленски амови и оружје у мушкој. Као врата служио је део доњег покрова ове грађевине или грубо платно пришивено за њене ивице. Намештаја није било. Сва имовина се превозила и чувала у торбама за терет. Уопште, у домаћинству номада-узгајивача ирваса велику улогу су играле најразличитије вреће и врећице.

## Одећа
Одећа Сојота углавном је требало да буде топла због климатских прилика у каквим су живели. Источни Сајан је регија са оштром континенталном климом. То значи да у зимском периоду, који траје дуже него летњи, температура може да падне на -50 °C, а лети да скочи до + 40 °C. Топлија одећа Сојота била је сашивена од штављене коже дивљих животиња. Посебно се ценила кожа лоса. Летња и зимска одећа разликовала се по степену и квалитету обраде. Као украси служили су орнаменти од ошишаних делова јелење коже, они су се пришивали на скутове рукаве горње одеће. Као зимско покривало за главу служила је крзнена капа, која покрива задњи део главе.

## Исхрана
Исхрана је увек зависила од врсте домаћинства. Основне намирнице Сојота биле су месо ирваса и дивљачи.

## Веровање
Веровања Сојота представљају спој разноврсних анимистичких и магијских сујеверја, с преовлађујућим култом планина - поштовањем земље. Планина Ринчин-Лхумбе, која се налази на територији Монголије око језера Хубсугул, сматрала се код Сојота главном планином-покровитељем. На њеним падинама или у подножју одигравао се обред поклоњења планинским духовима - „обо тахилга". За време ритуала паљена је ватра, огњу су приношене гранчице клеке и бели мрс. Старешина или шаман би дајући приносе, призивао 13 околних врховних планина.
У подножју „светих" планина налази се „мургел" - усамљено дрво или дрво које се по нечему истиче. Путник који пролази поред њега, требало је да остави нешто дрвету, да га попрска млеком или вотком. Онај коме је предстојало путовање качио је на грану трачицу беле боје. Ловци су дрвету даровали парченце црвене тканине.Неким животињама Сојоти су приписивали натприродне способности, да схватају људски говор, зато су избегавали да причају о томе да се спремају у лов на њих. У овакве животиње спадају медвед и вепар. Религије данашњих Сојота су шаманизам и будизам.

## Спољашне везе
- Фотографије Сојота из експедиције
- Природа Бајкала, Сојоти
- Республика Бурятия, Сойоты